# 페이션츠
페이션츠(PATiENTS)는 대한민국의 록 밴드이다.
2005년 5월 결성된 펑크 밴드이다.
2006년 4월 《2006 스컹크 컴필레이션 STRIKE! STRIKE! STRIKE!》에 〈밤에 우리는〉 ,〈개목걸이 차자〉, 〈오늘이 간다〉 의 3곡을 수록하였고, 같은 해 11월 첫 번째 싱글 앨범 《HANGiNG REVOLUTiON》을 발표했다. 2007년 9월에는 두 번째 싱글 앨범 《All the Patients Let's Go》를 발표했고, 2008년 9월 《No future for you(대한민국따윈 신경꺼라 여기에 널 위한 미래는 없다)》를 발표했다.
2009년 기준으로 페이션츠 주측의 정기 라이브 'Hybrid Future' 시리즈를 기획하여 동료 밴드들과의 활동을 유지해가고 있다.

## 구성원
- 조수민 - 보컬, 베이스
- 권혁장 - 보컬, 키보드
- 최수원 - 드럼, 코러스

### 이전 구성원
- 이독순 - 드럼
- 백준명 - 기타, 보컬
- 이재혁 - 드럼, 코러스

## 음반

### 싱글
- HANGiNG REVOLUTiON (2006)
- ALL THE PATiENTS LET'S GO (2007)
- The Game Is On (2012)
- Space Call Girl (2017)
- Game Boy Game Girl (2017)
- Drunken Happy City (2019)
- 밝은 미래 (2020)
- Tuesday Morning (안녕 고장난 내 친구야) (2020)

### 앨범
- Kitsch Space -어질러진 방- (2011년)
- 18 (2015년)

## 출연
- 2011 EBS 스페이스 공감 올해의 헬로루키

## 경력
- 2011년 EBS 스페이스 공감 11월의 헬로루키 선정